# Gezicht op de Parijse kade en de hoofdkerk te Rouaan
Gezicht op de Parijse kade en de hoofdkerk te Rouaan is een schilderij uit 1839 van de Nederlandse kunstschilder Johannes Bosboom, olieverf op doek, 88 × 105 centimeter groot. Het is geschilderd in de stijl van de romantiek. Sinds 1997 maakt het werk deel uit van de collectie van het Rijksmuseum Amsterdam.

## Context
Bosboom is vooral bekeken gebleven door zijn kerkinterieurs, maar schilderde aan het begin van zijn carrière, in navolging van zijn leermeester Bart van Hove, ook veel stadsgezichten. Uit de tijd dat Bosboom zich nog niet volledig op het kerkinterieur had toegelegd, stamt ook zijn monumentale Gezicht op de Parijse kade en de hoofdkerk te Rouaan. Het ontstond toen Bosboom in 1838 samen met Cornelis Kruseman het in Noordwest-Frankrijk gelegen Rouen bezocht. Hij maakte er ter plekke meerdere schetsen en aquarellen. Deze dienden als basis voor het hier besproken werk, dat hij uiteindelijk in zijn atelier in Den Haag zou voltooien.

## Afbeelding
Gezicht op de Parijse kade en de hoofdkerk te Rouaan toont de Kathedraal van Rouen gezien vanaf de overzijde van Quai de Paris aan de Seine. Het licht van de ondergaande zon schijnt frontaal op de oude, vervallen, voorliggende huizen, die er helder door oplichten. Op de voorgrond is een waterpartij weergegeven waarop een grote houten vlonder drijft. Aan de kade liggen de schepen afgemeerd.
Waar Bosboom later koos voor een realistische stijl en, ondanks zijn afwijkende themakeuze, vaak geassocieerd werd met de Haagse School, is dit werk nog duidelijk geschilderd in de romantische stijl waarin hij werd opgeleid. Het werk valt op door het ongetemperd coloriet en een voorkeur voor het pittoreske. Duidelijk zichtbaar is de invloed van zijn Haagse stadsgenoot Wijnand Nuijen, die hem inspireerde. Zelf zou hij daarover aan het einde van zijn leven verklaren: "De romantische beweging onder aanvoering van de geniale Nuijen trok ook mij aan tot volgen. En al verviel men langs die weg in gekleurdheid en opgesmuktheid, er ontsproot daaruit later een meer verstandig zoeken naar verlevendiging van coloriet, verhoging van effect, vermeerdering van reliëf".

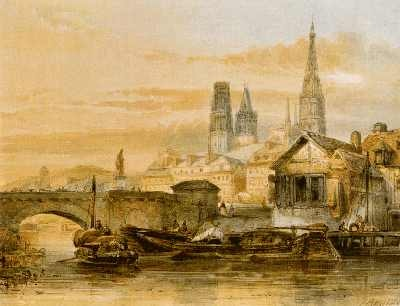
Gezicht op Rouaan, inkt en waterverf, 1838-1839.

## Ontvangst
Gezicht op de Parijse kade en de hoofdkerk te Rouaan bezorgde Bosboom zijn eerste succes als kunstschilder. In 1839 zond hij het in naar de Tentoonstelling van Levende Meesters in Den Haag, waar het veel lof oogstte. Een anonieme criticus van de tentoonstelling prees het werk om zijn krachtige en brede behandeling, maar plaatste ook een kanttekening: "De fijne toon en zuivere uitvoering van de gotische hoofdkerk spreken met de vervallen huizen op de kade, die wij echter wat minder witachtig van kleur hadden gewenst". De oplichtende huizen evenwel zorgen precies voor het onderscheidende element in Bosbooms werk. Tegenwoordig wordt het als een der belangrijkste kunstwerken beschouwd uit de romantische periode in de Nederlandse schilderkunst in de eerste helft van de negentiende eeuw. Het schilderij werd in 1997 op een veiling bij Sotheby's verworven door het Rijksmuseum, met als motivatie dat het "een voor Nederland ongebruikelijke romantische visie ten toon spreidt. Romantische schilderijen van deze kwaliteit zijn in Nederland uiterst zeldzaam".